# Сан Квирико (Бреша)
Сан Квирико је насеље у Италији у округу Бреша, региону Ломбардија.
Према процени из 2011. у насељу је живело 75 становника. Насеље се налази на надморској висини од 288 м.